# نصر الدين ديني
نصر الدين ديني (بالفرنسية: Alphonse-Étienne Dinet، ت.ح. 'ألفونس إتيان ديني') (28 مارس 1861 - 24 ديسمبر 1929، باريس) هو رسام مستشرق فرنسي.

## نشأته
ولد في باريس سنة 1861م في وسط عائلة برجوازية، كان والده قاضيًا فرنسيًا بارزًا. في عام 1865 ولدت شقيقته جين، التي ستكون كاتبة سيرته الشخصية، أما جده فقد كان مهندسا، وأمه تدعى ماري لويز اديل وهي ابنة محامٍ.

## مسيرته
قام برحلة ناجحة إلى مدرسة الفنون الجميلة، فاستطاع الفوز بميدالية من صالون الفنون لقصر الصناعة عام 1884م، كما تحصل على منحة دراسية إلى الجزائر، البلد الذي سبق له أن زاره عام 1883م. في الجزائر زار اتيان كل من مدينتي ورقلة والأغواط، وقد أثرت فيه الصحراء الجزائرية وبقى فيها خمس سنوات كاملة.
لدى عودته إلى باريس عام 1889، عرض ديني لوحاته التي رسمها عن مدينة بوسعادة في المعرض العالمي وفاز بالميدالية الفضية. لكن تأثير الصحراء الجزائرية لم يفارقه فعاد مرة أخرى إلى بوسعادة التي عشقها ليبقى هذه المرة فيها بشكل دائم، حيث تعرف أكثر على تقاليد المنطقة وعادات السكان وأصبح يتكلم العربية بطلاقة، وتصادق مع رفيق حياته سليمان بن إبراهيم الذي كان صديق عمره ورفيق دربه.
شارك في عدة معارض في الجزائر، من بينها معرض العام 1906م ومعرض العام 1922م، فأصبح عضوا مهما من الرسامين الفرنسيين الموجودين في الجزائر، ولكن ديني كان يشغله حب الصحراء وأناسها عن أي أمر آخر فأخذ في السفر بصحبة صديقه سليمان ليتعرف على الصحراء عن قرب وعن علاقة العرب بالبربر.

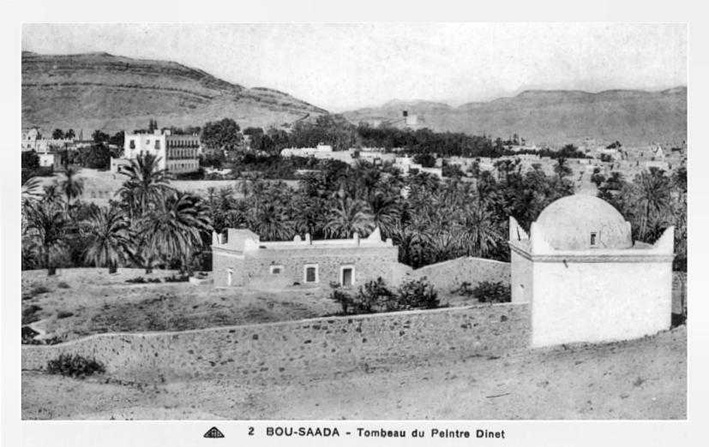
قبر دينيه

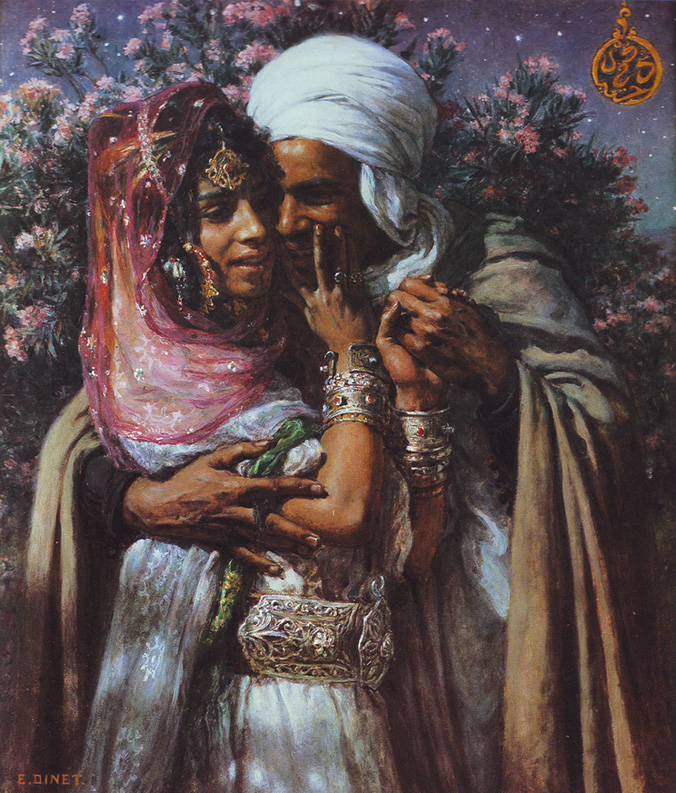
عبد الحب، 1895 (متحف أورسيه).

### إسلامه
طرأ تحول كبير في حياة اتيان ديني بداية من العام 1913م حينما أعلن إسلامه وغير اسمه من الفونس اتيان ديني إلى نصر الدين ديني، ليصبح الرسام الفرنسي المسلم، وقد أحدث إسلامه ضجة في أوساط المعمرين الفرنسيين وفي أوساط الطبقة الفنية في فرنسا فاتهموه بالخيانة، ولكن نصر الدين ديني لم يعبأ بكل ما أوكل إليه من تهم وبكل الكلام الذي حيك عنه، ذلك انه اتخذ الإسلام دينا بكل قناعة وهو الأمر الذي اكسبه نوعا من القوة.
بعد الحرب العالمية الأولى عام 1914م صدر للفنان العديد من الأعمال الرائعة التي لم يلبث الفرنسيون رغم إعجابهم بها أن وصفوه بالخيانة. سافر ديني إلى مكة المكرمة عام 1929م لأداء فريضة الحج فأصبح الحاج نصر الدين.

### وفاته
بعد انتهاء موسم الحج في 2 أبريل 1929م سافر الحاج نصر الدين إلى باريس حيث توفي هناك بعد أشهر قليلة في 24 ديسمبر 1929م، ونقل جثمانه بعدها إلى مدينة بوسعادة في ضريح ليستريح في المدينة التي لطالما عشقها.
في الثلاثينيات من القرن الماضي أنشا في بوسعادة متحف نصر الدين ديني لا زال لحد اليوم موجودا وهو من أكبر المتاحف.

## أعماله
بالمقارنة مع الرسامين الحداثيين مثل هنري ماتيس الذي زار أيضا شمال أفريقيا في العقد الأول من القرن العشرين، فإن لوحات ديني متحفظة للغاية، فهو يحب التمثيل والمحاكاة والواقع الاثنوغرافي، في تعامله مع الموضوع.
درايته وفهمه للثقافة واللغة العربية ميزته عن الفنانين المستشرقين الآخرين، مما مكنه من العثور على نماذج عارية في الجزائر الريفية، وهو أمر صعب في هذه المجتمعات العربية المسلمة. يمكن وصف معظم أعماله قبل سنة 1900 بأنها «مشاهد بشرية واقعية ومعاصرة». كما زاد اهتمامه بالإسلام، وبدأ برسم الموضوعات الدينية. وكان نشطا في ترجمة الأدب العربي إلى اللغة الفرنسية، من بين أعماله ترجمة لقصيدة ملحمية لعنترة بن شداد سنة 1898.

## مؤلفاته
1. الرسالة القيمة «أشعة خاصة بنور الإسلام»، وقد ترجمها راشد رستم وهي رد على الفكرة التي يذيعها القساوسة القائلة أن الإسلام لم يأت بجديد.
2. الحج إلى بيت الله الحرام، وهو من آخر ما ألفه وقد ترجمت خاتمته ونشرت في مجلة جمعية الشبان المسلمين بقلم توفيق أحمد
3. الشرق كما يراه الغرب، وقد ترجمها عمر فاخوري ونشرت بدمشق مع رسائل أخرى تحت عنوان «آراء غريبة في مسائل شرقية»
4. السيرة النبوية، في مجلد كبير ألفه مع صديقه الجزائري الحميم سليمان بن إبراهيم، وزينه بالصور الملونة الكثيرة من ريشته الخاصة يمثل فيها المناظر الإسلامية في الجزائر ومعالم دينية فيها وطبع باللغتين الفرنسية والإنجليزية، وقد ترجمه للعربية الدكتور عبد الحليم محمود ومحمد عبد الحليم.

## وصلات خارجية
- لوحات ديني في Artcyclopedia